# Zentralafrikanische Fußballnationalmannschaft
Die zentralafrikanische Fußballnationalmannschaft, auch Low-Ubangui Fawns genannt, ist die Auswahlmannschaft der Zentralafrikanischen Republik und wird durch die Fédération Centrafricaine de Football verwaltet und kontrolliert.
Sie ist Mitglied der CAF. In der CAF sowie bei den Fußball-Weltmeisterschaften konnte die zentralafrikanische Fußballnationalmannschaft kaum Erfolge verzeichnen. Die Mannschaft zählt zu den schwächsten Afrikas. Bisher ist es der Mannschaft noch nicht gelungen sich für die Weltmeisterschaft oder dem Afrika-Cup zu qualifizieren. Trotz einiger Profispieler verzichtete der Verband auf eine Teilnahme an der Qualifikation zur WM 2010 in Südafrika.
Am 10. August 2011 spielte die zentralafrikanische Fußballnationalmannschaft erstmals außerhalb Afrikas und erstmals mit Malta gegen eine nichtafrikanische Mannschaft. Das Spiel in Ta’ Qali wurde mit 1:2 verloren.
Am 2. Juni 2012 gewann die zentralafrikanische Fußballnationalmannschaft erstmals ein WM-Qualifikationsspiel (2:0 gegen Botswana).

## Turniere

### Weltmeisterschaft
- 1930 bis 1974 – nicht teilgenommen
- 1978 – zurückgezogen
- 1982 – disqualifiziert
- 1986–1998 – nicht teilgenommen
- 2002 – nicht qualifiziert
- 2006 bis 2010 – zurückgezogen
- 2014 bis 2022 – nicht qualifiziert

### Afrikameisterschaft
- 1957 bis 1972 – nicht teilgenommen
- 1974 – disqualifiziert
- 1976 – zurückgezogen
- 1978 bis 1986 – nicht teilgenommen
- 1988 – nicht qualifiziert
- 1990 bis 1994 – nicht teilgenommen
- 1996 – zurückgezogen
- 1998 – disqualifiziert
- 2000 – zurückgezogen
- 2002 bis 2004 – nicht qualifiziert
- 2006 bis 2010 – zurückgezogen
- 2012 bis 2025 – nicht qualifiziert

### Afrikanische Nationenmeisterschaft
- 2009: nicht qualifiziert
- 2011: nicht teilgenommen
- 2014 bis 2023: nicht qualifiziert

### CEMAC Cup
- 2003 – Zweiter
- 2005 – Vorrunde
- 2006 – Vorrunde
- 2007 – Vierter
- 2008 – Dritter
- 2009 – Sieger
- 2010 – Dritter
- 2013 – Zweiter
- 2014 – Gruppenphase

## Rekordhalter
(Stand: 18. November 2024)
| Rekordspieler | Rekordspieler             | Rekordspieler | Rekordspieler | Rekordspieler |
| Spiele        | Spieler                   | Position      | Zeitraum      | Tore          |
| ------------- | ------------------------- | ------------- | ------------- | ------------- |
| 49            | Foxi Kéthévoama           | Angriff       | 2002–         | 08            |
| 40            | Geoffrey Lembet           | Tor           | 2010–         | 0             |
| 37            | Franklin Anzité           | Abwehr        | 2010–2019     | 0             |
| 32            | Saint-Cyr Ngam Ngam       | Abwehr        | 2015–         | 0             |
| 30            | Sadock Ndobé              | Abwehr        | 2020–         | 0             |
| 30            | Brice Nicaise Zimbori     | Mittelfeld    | 2011–2018     | 02            |
| 29            | Éloge Enza-Yamissi        | Mittelfeld    | 2010–         | 01            |
| 29            | Louis Mafouta             | Angriff       | 2017–         | 16            |
| 28            | Vianney Mabidé            | Mittelfeld    | 2010–         | 05            |
| 28            | Hilaire Momi              | Angriff       | 2007–2018     | 08            |
| 28            | Flory Jean Michaël Yangao | Abwehr        | 2021–         | 0             |
| 27            | Salif Kéïta               | Abwehr        | 2007–2018     | 03            |
| 27            | Trésor Toropité           | Mittelfeld    | 2014–         | 04            |
| 27            | Amos Youga                | Mittelfeld    | 2013–         | 0             |
| 24            | Karl Namnganda            | Angriff       | 2021–         | 04            |
| 22            | Junior Gourrier           | Mittelfeld    | 2007–         | 04            |
| 21            | Romaric Lignanzi          | Mittelfeld    | 2007–2013     | 0             |

| Rekordschützen | Rekordschützen  | Rekordschützen | Rekordschützen |
| Tore           | Spieler         | Zeitraum       | Spiele         |
| -------------- | --------------- | -------------- | -------------- |
| 16             | Louis Mafouta   | 2017–          | 29             |
| 8              | Foxi Kéthévoama | 2002–          | 49             |
| 8              | Hilaire Momi    | 2007–2018      | 28             |
| 5              | Vianney Mabidé  | 2010–          | 28             |
| 4              | Junior Gourrier | 2007–          | 22             |
| 4              | Karl Namnganda  | 2021–          | 24             |

## Trainer
- Jules Accorsi (2010–2012)
- Hervé Lougoundji (2012–2014) interim
- Raoul Savoy (2014–2015)
- Blaise Kopogo (2015) interim
- Hervé Lougoundji (2015–2017)
- Raoul Savoy (2017–2019)
- François Zahoui (2019–2021)
- Raoul Savoy (2021–2024)
- Eloge Enza Yamissi (2024–2025) interim
- Rigobert Song (seit 2025)